# مارکو ووچوک
مارکو ووچوک (اوکراینی: Марко́ Вовчо́к؛ ۲۲ دسامبر ۱۸۳۳ – ۱۰ اوت ۱۹۰۷) نویسنده، مترجم اهل امپراتوری روسیه بود.